# Bronisław Suchanek
Bronisław Suchanek (ur. 30 sierpnia 1948 w Bielsku) – polski kontrabasista jazzowy, kompozytor, wykładowca.

## Życiorys
W latach 1967–1971 studiował na Akademii Muzycznej im. Karola Szymanowskiego w Katowicach. Na scenie muzycznej zadebiutował, grając w formacji Silesian Jazz Quartet, którą wraz z nim współtworzyli: Andrzej Zubek (pianino), Bogusław Skawina (trąbka), Jerzy Jarosik (flet, saksofon) i Kazimierz Jonkisz (perkusja). Skład zespołu wykrystalizował się w czasie jego nauki w bielskim Liceum Muzycznym i wcześniej nosił nazwę Kwartet Andrzeja Zubka (nie grał w nim J. Jarosik) – otrzymał wówczas wyróżnienie w kategorii zespołów nowoczesnych na wrocławskim festiwalu Jazz nad Odrą '67. W 1969 muzyk jeszcze jako student rozpoczął współpracę z kwintetem Tomasza Stańki w którym grali także: Zbigniew Seifert (skrzypce), Janusz Muniak (saksofon) i Janusz Stefański (perkusja). Wspólnie nagrali dwie płyty, a są to: Music for K (1970) i Jazzmessage from Poland (1972) oraz byli jednymi z pierwszych muzyków, którzy zainaugurowali I Warsztaty Muzyczne w Chodzieży (18-31.08.1971). W 1971 kontrabasista rozpoczął współpracę z jazzowym pianistą Mieczysławem Koszem z którym nagrał album pt. Reminiscence (1971) – na perkusji grał Janusz Stefański. Z końcem roku 1972 muzyk wybrał się z zespołem Klan do Finlandii, gdzie wziął udział w koncercie w ramach Festiwalu Helsińskiego – muzycy zaprezentowali premierowy materiał z pogranicza free-jazzu i rocka. W lutym 2016, nakładem GAD Records ukazał się album pt. Live Finland 1972 z zapisem tego koncertu. W latach 70. był on jednym z muzyków Orkiestry Studia Jazzowego Polskiego Radia pod dyr. Jana „Ptaszyna” Wróblewskiego oraz w innych składach zbieranych przez saksofonistę. Zarówno w kraju, jak i za granicą występował i nagrywał m.in. także z Czesławem Niemenem, z formacją S.P.P.T. Chałturnik, a także z amerykańskimi tuzami jazzu, takimi jak Don Cherry, czy Rick Stepton. W drugiej połowie dekady wyemigrował do Szwecji, gdzie grał m.in. w Swedish Jazz Radio Group (jest to nazwa tamtejszej orkiestry radiowej). W Skandynawii działał przez kilkanaście lat, kooperując z różnymi wykonawcami. W 1976 rozpoczął współpracę z zespołami Sound of Flowers i Birka. W latach 80. koncertował i nagrywał płyty w Niemczech i Austrii, m.in. z takimi formacjami jak: GAP Band czy Oriental Wind. Od 1983 współtworzył w Monachium, wspólnie z Leszkiem Żądło (lider), Władysławem Sendeckim i Januszem Stefańskim zespół Polish Jazz Ensamble, który w 1985 nagrał płytę pt. Polish Jazz Ensamble. W 1995 muzyk przenosi się do Stanów Zjednoczonych. W latach 90. wykłada na uczelni Maine School of Music i gra w Woody Herman Big Band i Artie Shaw Orchestra. W 2008 nagrał album pt. Sketch in Blue w duecie z Dominikiem Wanią. W 2010 nagrał płytę pt. Jerzy Wasowski Songbook razem z Bogdanem Hołownią, Jerrym Veimolą i Joe Huntem. W 2012 współpracował z New Bedford Symphony Orchestra. W 2018 wystąpił na festiwalu Jazz nad Odrą we Wrocławiu.
Został odznaczony Srebrnym Medalem "Zasłużony Kulturze - Gloria Artis".
Mieszka w Milton w Stanach Zjednoczonych.